# Zsanett Égerházi
Zsanett Égerházi (Budapest, 17 dicembre 1976) è un'attrice pornografica ungherese.
È nota anche con lo pseudonimo di Sandy, utilizzato nel suo sito ClubSandy.com. All'inizio della carriera ha utilizzato pure lo pseudonimo di Vega Vixen. Nota soprattutto in Europa, dove è apparsa in svariate riviste maschili, comprese le edizioni internazionali di FHM, GQ, Hustler e Penthouse, è anche una scopritrice di talenti.

## Biografia
Égerházi è cresciuta in Ungheria con i suoi genitori; è la prima di tre figlie. Parla correntemente tre lingue oltre alla lingua madre ungherese; ha frequentato una scuola bilingue dove ha imparato l'inglese e lo slovacco. Conosce anche in modo limitato il tedesco.
Égerházi originariamente voleva diventare assistente di volo, ma rimase spaventata dopo il primo volo. Decise allora di diventare una fotomodella di moda, cosa che le avrebbe ugualmente permesso di viaggiare in tutto il mondo. Quando i suoi genitori si sono trasferiti negli Stati Uniti d'America ha ricevuto moltissime offerte di lavoro. Avendo conosciuto dei fotografi erotici, ha cominciato con dei servizi fotografici per Club, Penthouse, Leg World, FHM, Mayfair, Men Only, GQ, e l'edizione ungherese di Playboy. Égerházi si è distinta come ragazza-copertina nelle edizioni inglese ed americana di Hustler. Ha lavorato anche con fotografi come Suze Randall, Denys Defrancesco, e Earl Miller; il suo fotografo personale è Andrew Youngman. Ha lavorato in esclusiva per film di Viv Thomas (1998 - 2001, 2005 - oggi) e 21Sextury.com Productions (2002 - oggi).
Égerházi ha il suo proprio sito web personale, ClubSandy.com, parte della società di produzione 21Sextury.com. Limitando l'attività eterosessuale alla sfera privata, Égerházi posa primariamente in servizi fotografici e video individuali e lesbici; in essi talvolta pratica il pissing, il feticismo del piede femminile, e il fisting. Appare frequentemente assieme ad altre fotomodelle dell'Europa centrale od orientale come Eve Angel, Anetta Keys, Sophie Moone, e Sandra Shine.
Nel giugno 2006 si è sottoposta a un intervento chirurgico estetico al seno.
Il suo libro preferito è Il collezionista, di John Fowles.

## Filmografia parziale
- My Dear Sandy (21Sextury Video)
- Sandys Girls #1 (21Sextury Video)
- Sandys Girls #2 (21Sextury Video)
- Sandys Girls #3 (21Sextury Video)
- Sandys Girls #4 (21Sextury Video)
- Sandys Girls #5 (21Sextury Video)
- Sandys Girls #6 (21Sextury Video)
- Les Babez #1 (21Sextury Video)
- Les Babez #2 (21Sextury Video)
- Seductive #3 (21Sextury Video)
- Sandys Club #1 (21Sextury Video)
- Sandys Club #2 (21Sextury Video)
- Les Glam #1 (21Sextury Video)
- Best of 21sextury Vol. 3 (21Sextury Video)